# Seznam písní Miluše Voborníkové
Toto je seznam písní, které nazpívala Miluše Voborníková.

## Seznam
- poz. – píseň   – duet – (autor hudby / autor textu))

(h:/t:) – doposud nezjištěný autor hudby nebo textu
(na doplnění)

## A
- Až se jednou budu vdávat (Qu'est-ce quit fait pleurer les blondes) – (Kongos, Leroy / Zdeněk Rytíř)

## B
- Baletka Lenka – (Angelo Michajlov / Eduard Krečmar)
- Báječné ráno – (Petr Hapka / Zdeněk Rytíř)
- Brontosaurus – Miluše Voborníková a Petr Spálený – (Jan Spálený / Eduard Pergner)

## C
- Cirkus – (P. Krejča / H. Kašperová)
- Co bys chtěl víc – (J. Vondráček / Pavel Vrba)

## Č
- Černej les – (S. Kunst / V. Babula)

## D
- Dej mi lásku (If You Love Me Let Me Know) – (J. Rostill / Michael Žantovský)
- Deštivý den – (Pavel Krejča / Vladimír Poštulka)
- Divadýlko modrých klaunů – (Pavel Krejča / Tomáš Kejmar)
- Dobrý večer, pane Lado – (Daniel Dobiáš / Petr Bukovský)
- Dobře, že tě mámo mám... – (J. Klempíř / V. Babula)
- Dřív se sny rozplynou – (Jaromír Klempíř / Miloš Dražil)
- Dům, kde se loučíš – (Jan Spálený / Boris Janíček)

## F
- Fata morgana – (Pavel Krejča / Tomáš Kejmar)

## G
- Gabin  – (Pavel Krejča/Pavel Vrba)
- Gimi Det Ding (Gimme Dat Ding) – Jiří Grossmann a Naďa Urbánková a Miluše Voborníková – (A. Hammond – M. Hazlewood / František Ringo Čech)

## H
- Haló, pane hajný – (Vladimír Popelka / Zdeněk Rytíř)

## Ch
- Chci mít svůj kout – (h:/t:)

## J
- Já a Honza a Honzův brácha (Me & Bobby & Bobby's Brother) (Benny Andersson, Bjorn Ulvaeus č.t. M. Černý
- Já tančím před tvými dveřmi – (Mauldin-Patty-Sullivan, č.t.František Ringo Čech)
- Jako kotě si příst (Too Many Chiefs Not Enough Indians) – Jiří Grossmann a Naďa Urbánková a Miluše Voborníková – (Bob Morris, Jerry Wiggins č.t.Jiří Grossmann)
- Jako královně páže – Petr Spálený a Miluše Voborníková – (Jan Spálený / Eduard Pergner)
- Jestli nemáš mě rád – (Pavel Krejča / Vladimír Poštulka)
- Jim Bridger (Jim Bridger Story) – Jiří Grossmann a Miluše Voborníková a Pavel Bobek a Jiří Helekal (Leon Payne / Jiří Grossmann)

## L
- Laura – (h:/t:)
- Líbej mě víc – (Jiří Šlitr / Jiří Suchý)
- Líná dáma (Lazy Lady) – Jiří Grossmann a Zuzana Burianová a Miluše Voborníková – (Fats Domino / Jiří Grossmann)
- Loudavý kůň (Travelling Shoes) – Jiří Grossmann a Naďa Urbánková a Miluše Voborníková – (Bobby Sykes, Wayne Walker č.t.Jiří Grossmann)

## M
- Má sestra se vdává – Miluše Voborníková a Petr Spálený a Jan Podjukl – (Petr Spálený / Michal Horáček)
- Mávám růží (Pennsylvania Polka) – Jiří Grossmann a Naďa Urbánková a Miluše Voborníková – (L. Mamers / Jiří Grossmann)
- Měj mě rád – (Ivan Kotrč / Otakar Žebrák)
- Melodie zlatých vlasů (P. Krejča / Boris Janíček)
- Miluj mě za šera – Miluše Voborníková a Pavel Bobek a Jiří Helekal a Svatopluk Čech – (Jiří Grossmann / Jiří Grossmann)
- Mně se to líbí – Miluše Voborníková – Jiří Grossmann (Alan Gordon a Garry Bonner / The Turtles)
- Mně se zdá (Break My Mind) – Miluše Voborníková a Petr Spálený – (John D. Loudermilk[1] / Petr Rada) [2]

## N
- Nával (Když jsi mým botám hrával) – (P. Krejča / Boris Janíček)
- Nepovídej – (Pavel Krejča / Boris Janíček)
- Nezájem – (Jan Spálený / Boris Janíček)

## P
- Pamatuju na to léto – (Jiří Šlitr / Jiří Suchý)
- Píseň pro všechny (Každý na světě) – (h:/t:)
- Pláč (A Cowboy's Work Is Never Done) – Miluše Voborníková a Petr Spálený – (Sonny Bono / Petr Spálený)
- Pod modrou oblohou – (Petr Hapka / Vladimír Poštulka)
- Prej v létě – (J. Brabec / Pavel Vrba)
- Proč právě já (Rose Garden) – (Joe South / Vladimír Poštulka)
- Přicházím, odcházím škvírou – (Jan Spálený / P. Fleischer)
- Ptačí styl (Mockingbird Hill) – Miluše Voborníková a Pavel Bobek – (Vaughn Horton / Jiří Grossmann)
- Pupákova píseň lásky – Miluška Voborníková a Jiří Grossmann – (Jiří Grossmann / Jiří Grossmann)

## R
- Ráda mám ráno probuzené – (Zdeněk Marat / Ivan Rössler)
- Rozmarýn – (Jaromír Klempíř / Václav Babula)
- Růžová známka – (Jiří Šlitr / Jiří Suchý)

## S
- Sám – Miluše Voborníková a Petr Spálený – (Jan Spálený / Eduard Pergner)
- Smrt a dívka – Miluše Voborníková a Petr Spálený – (Franz Schubert / Pavel Vrba)
- Sněží s jabloní  – (Jan Spálený / Boris Janíček)
- Staré říční proudy (Good Old Fashioned Music) – (Gary Sulsh, Stuart Leathwood č.t.Vladimír Poštulka)
- Stínová hra – Miluše Voborníková a Petr Spálený – (Jan Spálený / Eduard Pergner)
- Svadba (Fallin') – (Neil Sedaka / Boris Janíček)
- Svatba – (Jiří Šlitr / Jiří Suchý)

## T
- Touha – (P. Krejča / Boris Janíček)
- Týdny jdou dál – (Pavel Krejča / Pavel Krejča)
- Tvou hru nechci hrát – (Petr Spálený / P. Sedláček)

## U
- * Waterloo – (Benny Andersson, Bjorn Ulvaeus, č.t.Boris Janíček)

## V
- V Čibu je bál (Čibu, Čiba) – (Nikica Kalogjera / Ivan Krajač č.t.Vladimír Poštulka)
- V údolí blízko dráhy (Charleston Railroad Tavern) – Naďa Urbánková a Miluše Voborníková – (Jerry Dean Smith / Jiří Grossmann)
- Vychládá nám čaj – Miluše Voborníková a Petr Spálený – (Jan Spálený / Eduard Pergner)
- V životě ne ! – (Jan Spálený / Boris Janíček)

## W
- Waikiki znám - (hudba: Peter Corn Koelewijn, č.t. Jiří Oulík)
- Waterloo – (Benny Andersson, Bjorn Ulvaeus, č.t.Boris Janíček)